# Tippelprostitutie

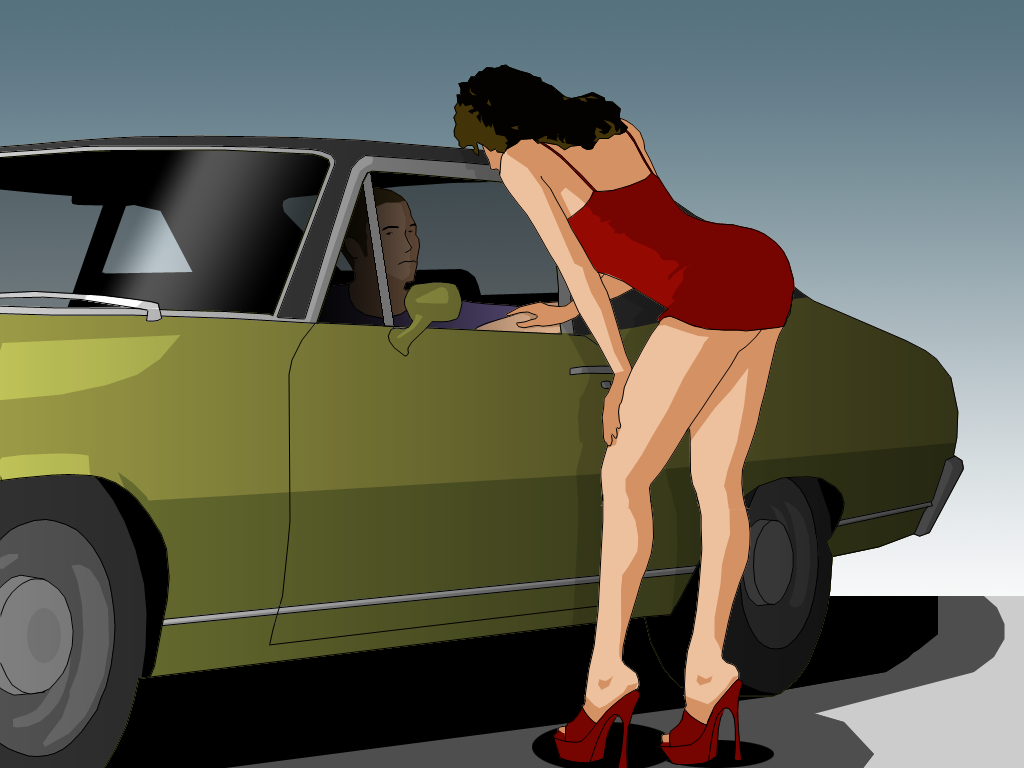
Straatprostitutie

Tippelprostitutie of straatprostitutie is een vorm van prostitutie waarbij een prostituee buiten langs een openbare weg prostituanten werft bij passerende automobilisten, waarna de seksuele handelingen in de auto plaatsvinden.
Oorspronkelijk werd de term 'tippelen' gebruikt voor prostituees die hun klant op straat oppikten en vervolgens samen naar een huis of hotel 'tippelden'. Vooral na 1945, met de sterke opkomst van autoverkeer, krijgt straat- of tippelprostitutie de huidige betekenis.
Vanaf de jaren 1990 ontstaan in Nederland een aantal speciaal voor deze seks ontworpen parkeerplaatsen met schuttingen: de zogenaamde afwerkplekken. Met name buiten Nederland wordt langs doorgaande wegen buiten de stad, en op verzorgingsplaatsen bij snelwegen getippeld. De prijs van seks op een tippelzone is vaak lager dan in pandgebonden prostitutie, zoals in een raambordeel of een seksclub.

## Risico's
Tippelen geldt als een van de riskantere vormen van prostitutie voor met name de prostituee. Daar waar bordelen vaak regels hebben betreffende hygiëne en condoomgebruik, geldt dit veel minder voor straatprostituees, die bovendien ook in veel gevallen intraveneus drugs gebruiken. Het risico op een SOA of HIV is dus voor zowel prostituee als klant enigszins hoger dan in bordelen. De straat- of tippelprostitutie wordt vanaf de jaren zeventig veel uitgeoefend door vrouwen die verslaafd zijn aan heroïne.
Prostituees lopen een relatief groot risico om beroofd te worden van hun dagopbrengst of verkracht te worden. Prostituees zijn gevoeliger voor misdrijven omdat ze minder snel naar de politie durven te stappen, met name in landen waar prostitutie illegaal is. Soms worden ze in zulke landen zelfs door een agent gechanteerd en moeten ze gratis seksuele diensten verlenen of hun dagopbrengst afstaan. Prostituees zijn immers makkelijk te vinden en hebben aan het eind van de dag (of nacht) meestal geld bij zich. Bovendien kan een dief of verkrachter zich makkelijk als klant voordoen om de prostituee zo naar een afgelegen plaats te lokken.

## Voorkomen overlast
Voor tippelzones worden vaak plekken buiten woongebieden aangewezen, bijvoorbeeld op bedrijventerreinen. Dit om te voorkomen dat er overlast ontstaat voor inwoners door negatieve randverschijnselen zoals drugshandel en -gebruik, drukte door rondrijdend verkeer, geweld, gebruikte drugsspuiten en -condooms. Gemeenten en politie nemen vaak aanvullende maatregelen, zoals extra politie-surveillance, intensieve schoonmaak of het aanstellen van een beheerder, om dit soort negatieve effecten te voorkomen.

## Nederland

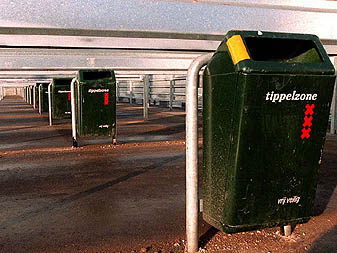
Voormalige tippelzone in Amsterdam (foto maart 2006)

### Tippelzones
De meeste Nederlandse gemeenten verbieden straatprostitutie. Drie gemeenten maken een uitzondering in de door hen aangewezen tippelzone. De uitzondering geldt in sommige van deze gemeenten (in ieder geval in Nijmegen) alleen voor prostituees die geregistreerd zijn voor de betreffende tippelzone. Aan de registratie kunnen voorwaarden zijn verbonden, waarbij bijvoorbeeld prostituees geweerd worden die eerst elders in een nu gesloten tippelzone werkten.
De twee Nederlandse gemeenten met een tippelzone zijn:
Arnhem en Nijmegen.
Den Haag,  Groningen, Rotterdam, Amsterdam, Eindhoven en Heerlen hadden een tippelzone, maar hebben deze weer gesloten.
Sommige tippelzones zijn feitelijk niets meer dan een aantal straten die worden aangewezen als gebied waar tippelen is toegestaan. Op andere plekken zijn de tippelzones echt voor dit doel aangelegd en ontworpen, zoals in Heerlen en Groningen. Vaak wordt een tippelzone gecombineerd met strenger toezicht op straatprostitutie elders in de stad. Meestal worden er op de tippelzone enkele voorzieningen aangeboden voor de prostituees, zoals medische hulp, gratis condooms, een 'huiskamer' of juridisch advies. Ook zijn er soms afwerkplekken, zodat de klanten en de prostituees niet van de zone af hoeven te gaan.